# Guardian ad litem (England und Wales)
Ein Guardian ad litem bezeichnet im Recht von England und Wales eine Person, die Passivprozesse für einen Minderjährigen führt. Sie wird vom Children and Family Court Advisory and Support Service für die Dauer des Prozesses ernannt und ist meist ein Sozialarbeiter mit Erfahrung im Familienrecht. 